# Berosini
Berosini es una tribu de coleópteros acuáticos en la subfamilia Hydrophilinae. La tribu contiene 364 especies en 5 géneros.

## Géneros
- Allocotocerus
- Berosus
- Derallus
- Hemiosus
- Regimbartia